# کلم‌ترش

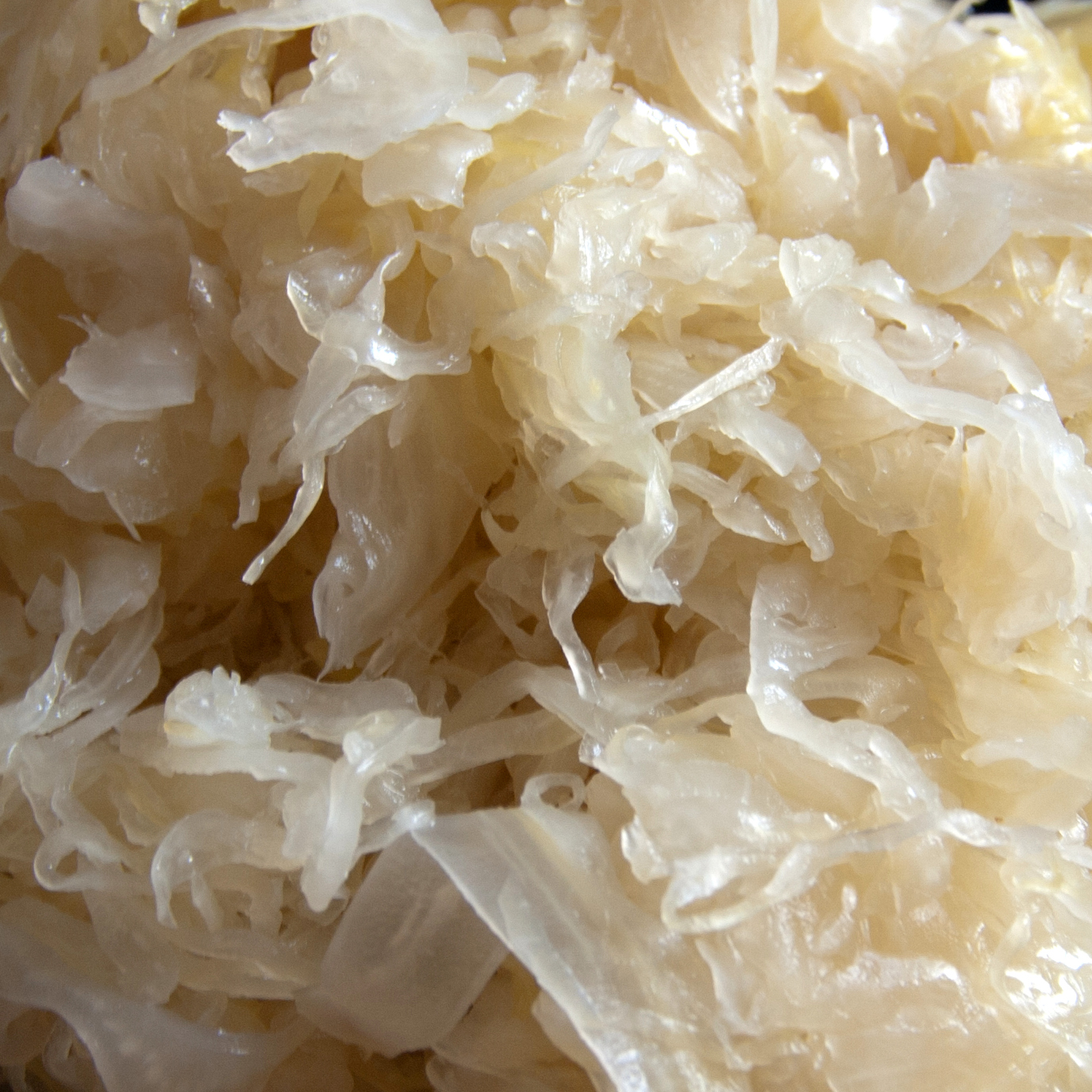
کلم‌ترش آلمانی

کلم‌ترش یا زائرکرات (آلمانی: Sauerkraut ) نوعی ترشی است که از کلم‌برگ خردشدهٔ در نوعی از لاکتوباسیلالس، مانند لاکتوباسیلوس مانده، تهیه می‌شود. این خوراک مزه‌ای ترش و عمر انباری طولانی دارد که هر دو به دلیل وجود اسید لاکتیک در آن است.
طرز تهیهٔ آن مانند خیارشور است و برای نگهداری‌اش نیازی به یخچال یا پاستوریزه‌کردن نیست.
در آشپزی آلمانی، کلم‌ترش پخته معمولاً با میوه ارس، دانه‌های زیره، سیب و شراب سفید، طعم‌دار می‌شود. به‌طور سنتی، آن را گرم سرو می‌کنند، همراه با گوشت خوک یا سوسیس.

## نگارخانه

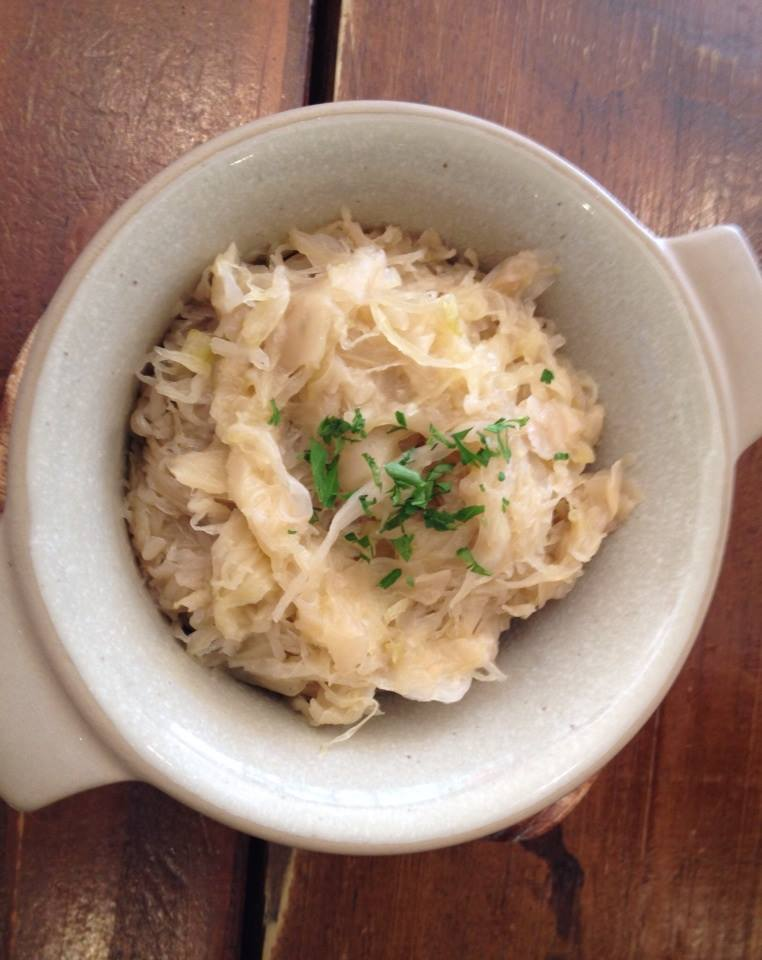
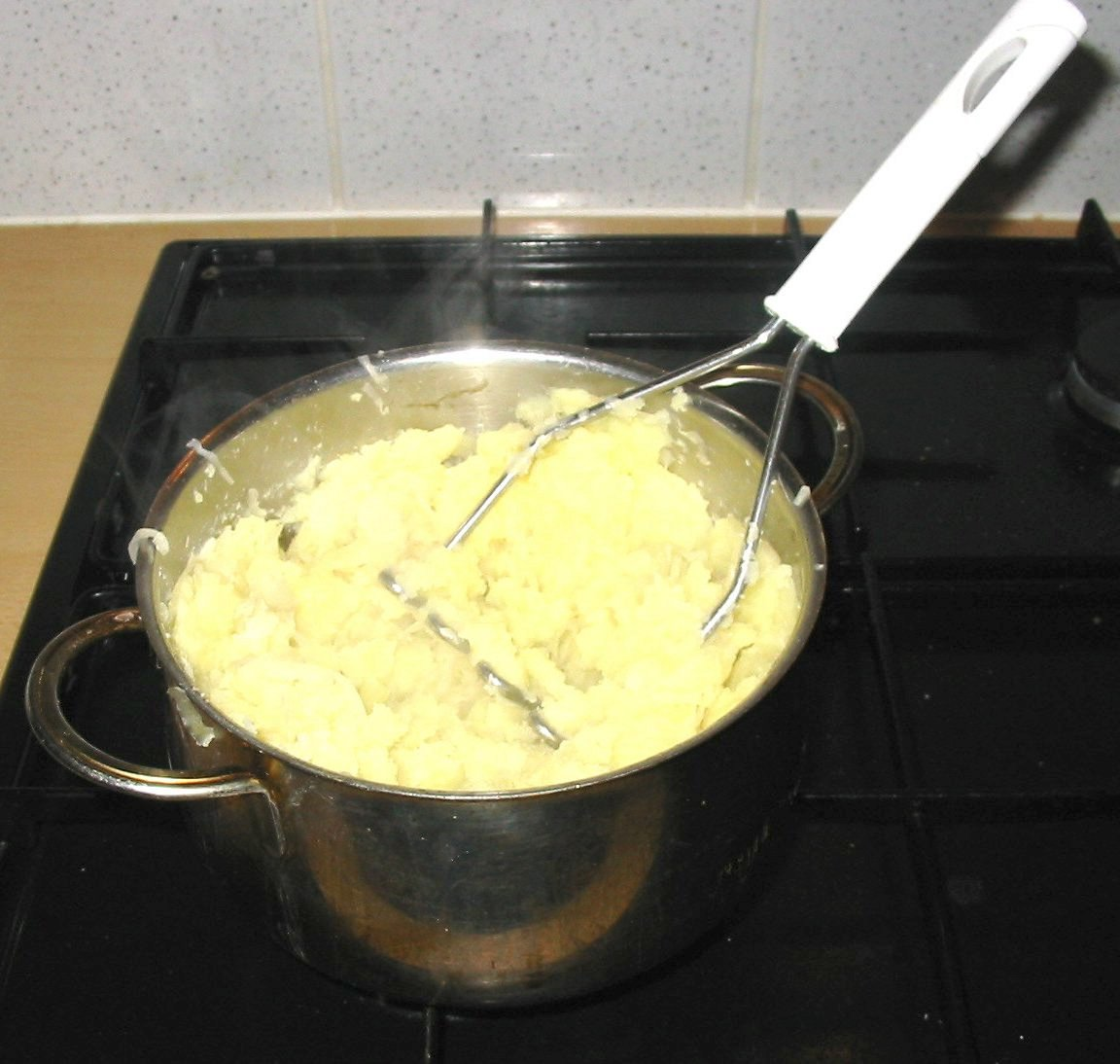
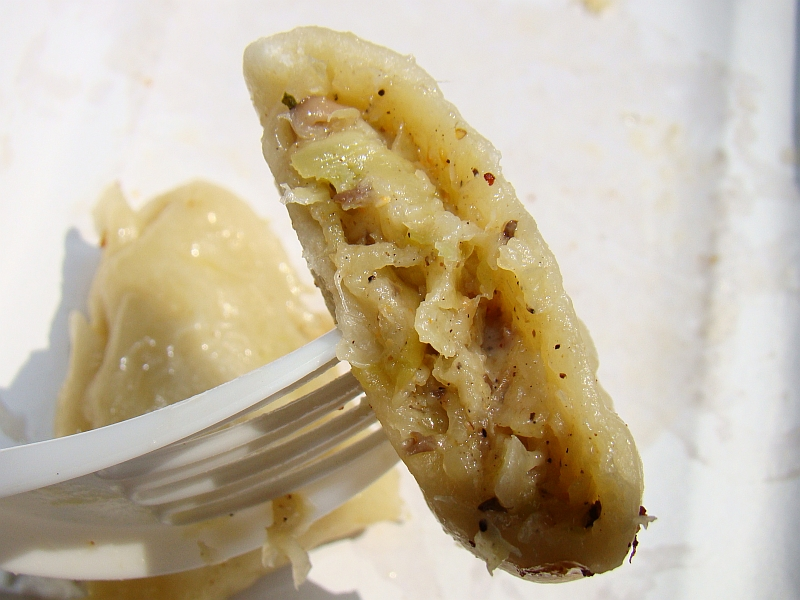
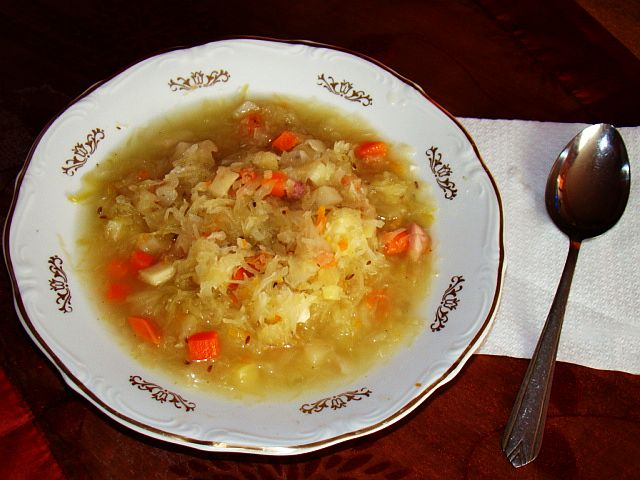
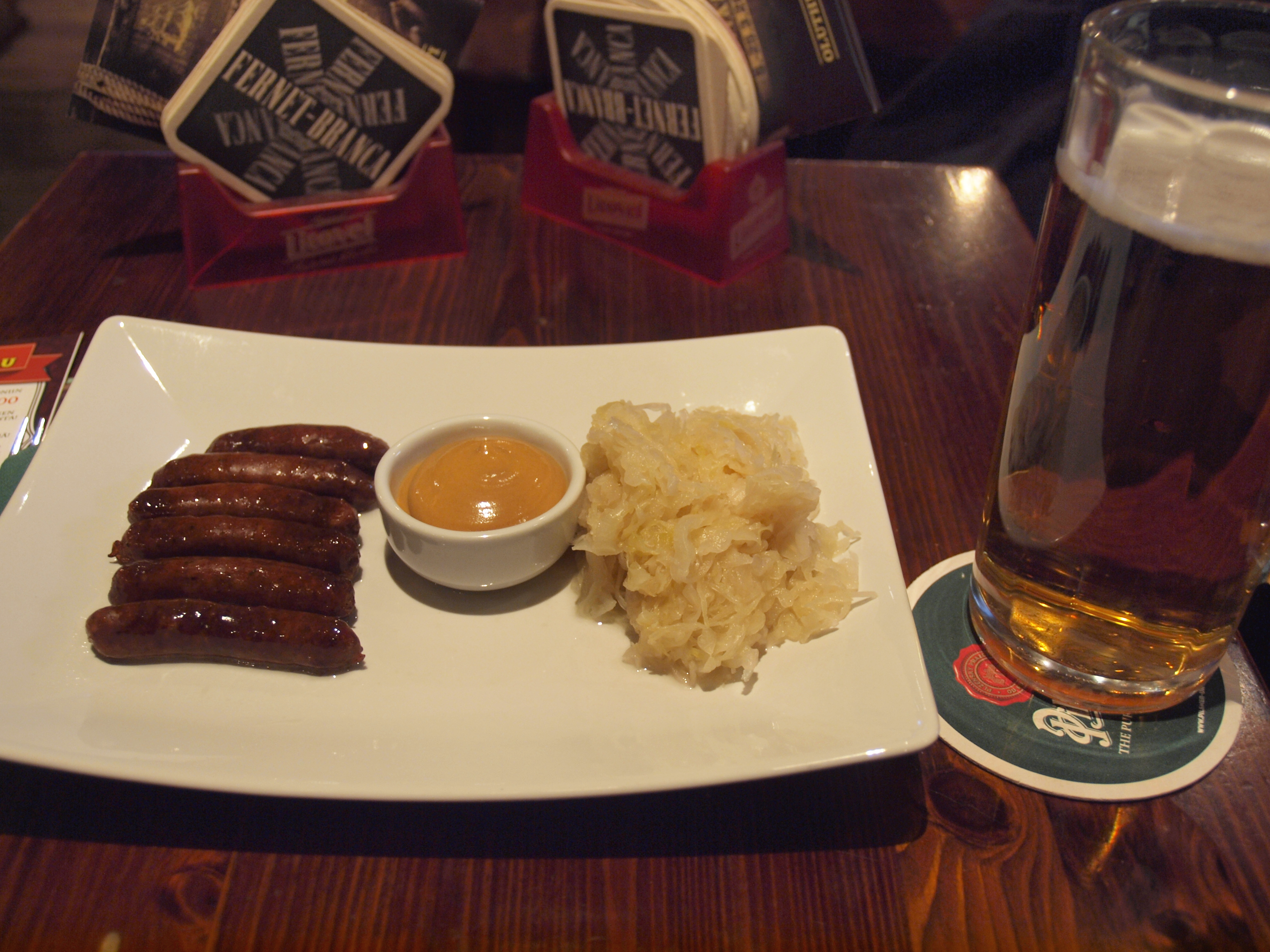
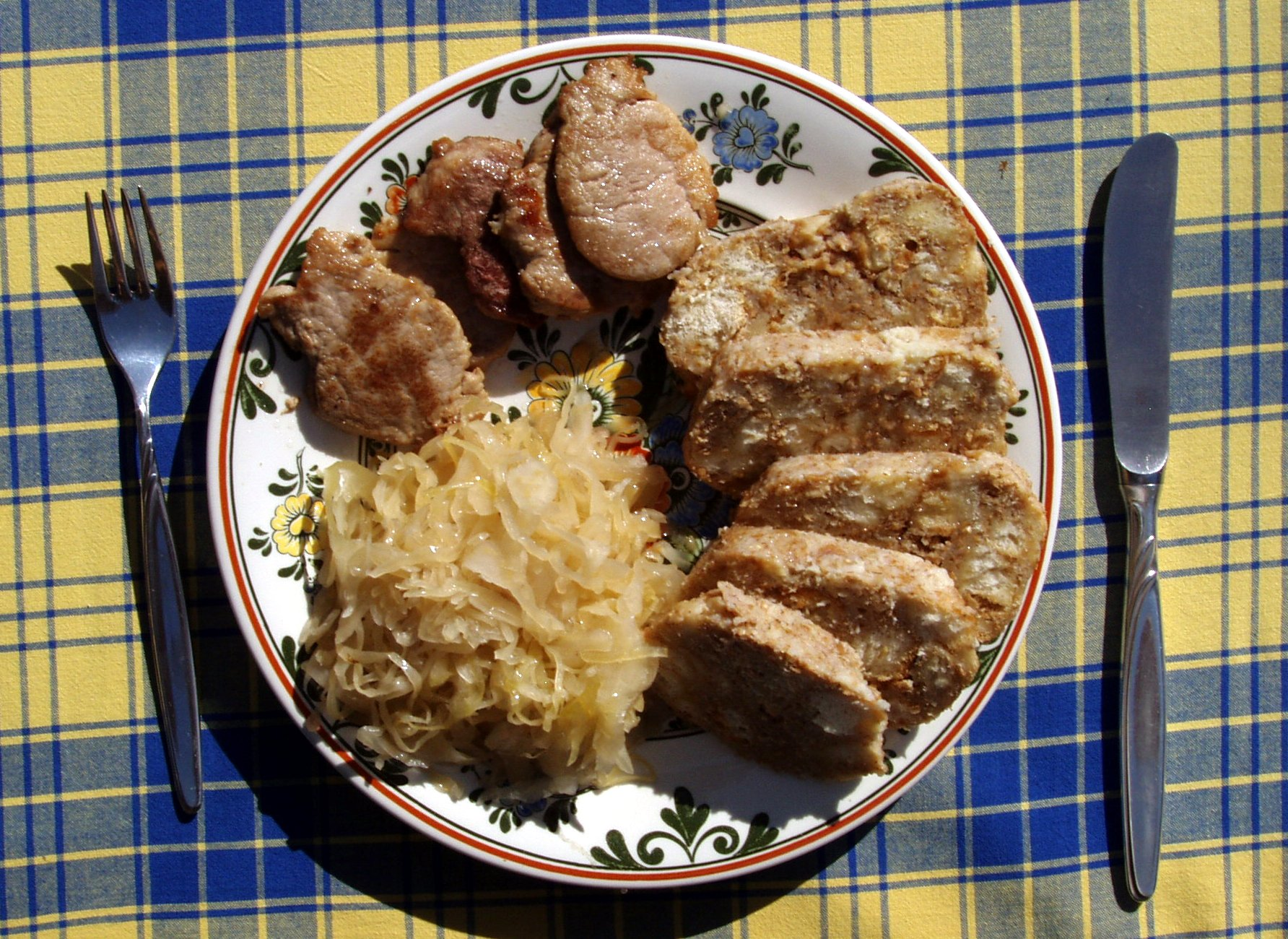
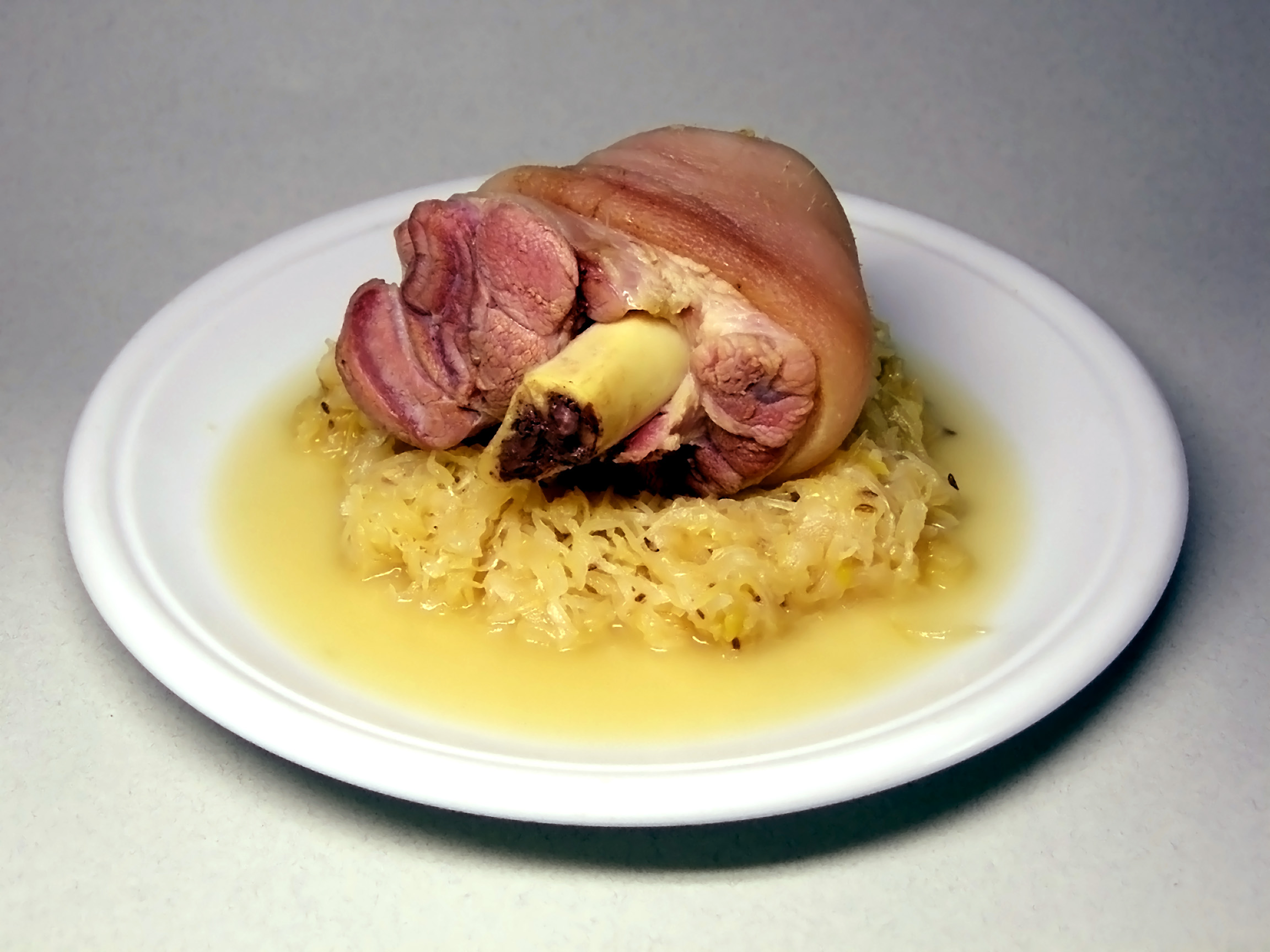
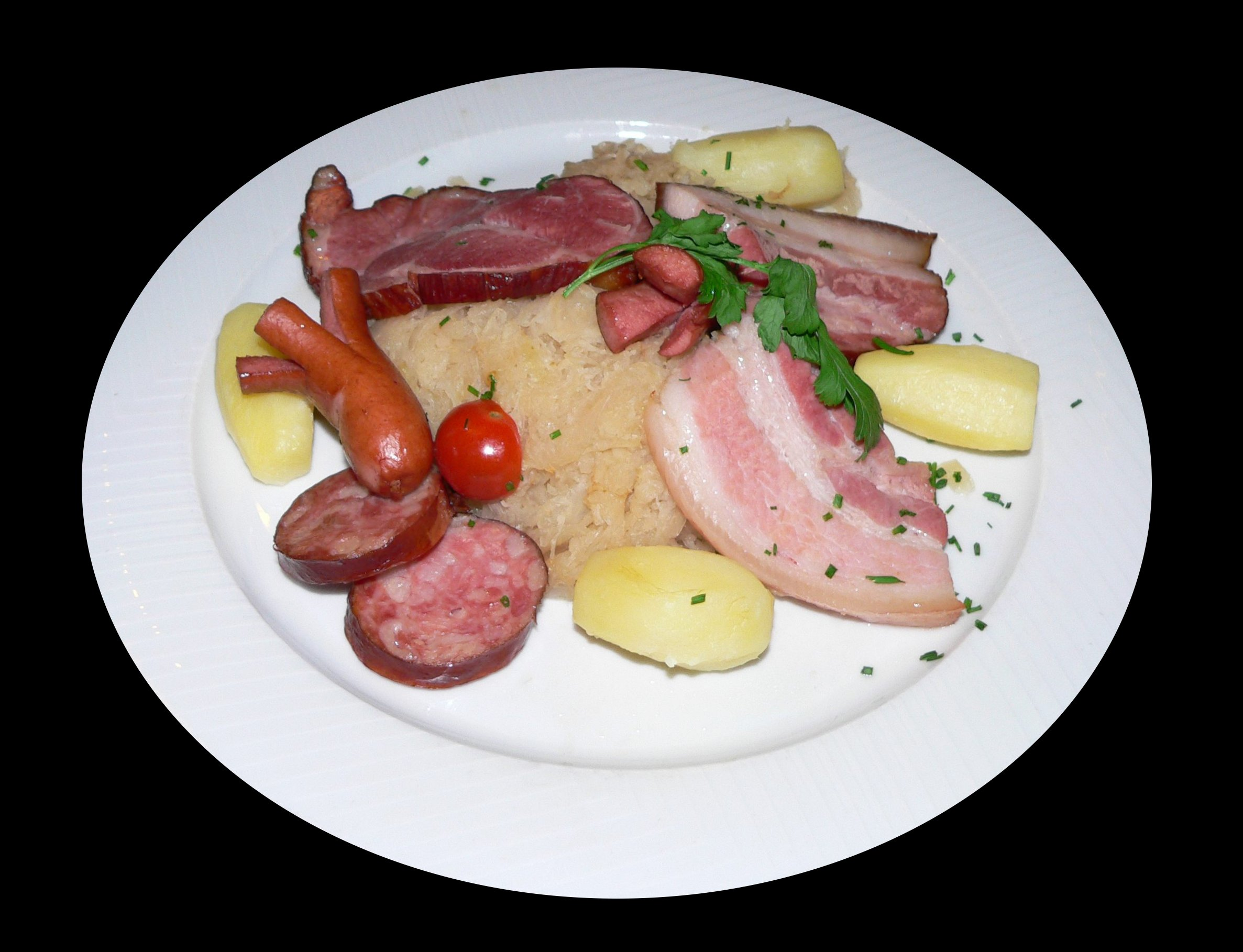